# Guerre des protocoles
Un long débat en informatique connu sous le nom de guerre des protocoles s'est déroulé des années 1970 aux années 1990 lorsque les ingénieurs, les organisations et les nations se sont polarisés sur la question de savoir quel protocole de communication donnerait les meilleurs et les plus robustes réseaux informatiques. Cela a abouti à la guerre des normes Internet-OSI à la fin des années 1980 et au début des années 1990.
Les pionniers de la commutation de paquets ont construit des réseaux informatiques pour étudier les communications de données au début des années 1970. Lorsque les réseaux publics de données ont émergé durant les années 1970 (le premier étant RETD en 1972), le débat sur les normes d'interface a été décrit comme une «bataille pour les normes d'accès». Plusieurs normes propriétaires ont émergé et les services postaux, télégraphiques et téléphoniques (PTT) européens ont développé la norme X.25 en 1976, qui a été adoptée sur les réseaux publics offrant une couverture mondiale.
Le département de la Défense des États-Unis (DoD) a développé et testé TCP/IP dans les années 1970 en collaboration avec des universités et des chercheurs aux États-Unis, au Royaume-Uni et en France. IPv4 a été publié en 1981 et le DoD en a fait la norme pour tous les réseaux informatiques militaires. En 1984, un modèle de référence international connu sous le nom de modèle OSI (avec lequel TCP/IP n'était pas compatible) s'était imposé. De nombreux gouvernements en Europe - en particulier la France, l'Allemagne, le Royaume-Uni et la Communauté économique européenne - ainsi que le département du commerce des États-Unis ont mandaté le respect du modèle OSI et le département américain de la Défense a prévu de passer de TCP/IP à OSI.
Pendant ce temps, le développement d'une suite de protocoles Internet complète en 1989, et des partenariats avec l'industrie des télécommunications et de l'informatique pour incorporer le logiciel TCP/IP dans divers systèmes d'exploitation ont jeté les bases de l'adoption généralisée de TCP/IP en tant que suite de protocoles complète. Alors que OSI a développé ses normes de mise en réseau à la fin des années 1980, TCP/IP est devenu largement utilisé sur les réseaux multifournisseurs pour l' interréseau et en tant que composant central de l'Internet émergent.

## Débuts de la mise en réseau
L'informatique était une discipline émergente à la fin des années 1950 qui a commencé à envisager le partage du temps entre les utilisateurs d'ordinateurs et, plus tard, la possibilité d'y parvenir sur des réseaux étendus. Dans les années 1960, Paul Baran aux États-Unis et Donald Davies au Royaume-Uni ont eu du mal à convaincre les compagnies de téléphone en place du bien-fondé de leurs idées pour la conception de réseaux informatiques. AT&T (aux États-Unis) et le General Post Office (GPO), le service postal, télégraphique et téléphonique (PTT) du Royaume-Uni, détenaient le monopole des infrastructures de communication. Ils pensaient que le trafic vocal continuerait de dominer le trafic de données et croyaient aux techniques télégraphiques traditionnelles,. Baran a publié une série de briefings et d'articles sur la division des informations en "blocs de messages" et leur envoi sur des réseaux distribués entre 1960 et 1964. Davies a conçu et nommé le concept de commutation de paquets dans les réseaux de communication de données en 1965. Il a proposé un réseau national de données commerciales au Royaume-Uni et a construit le réseau local NPL pour démontrer ses idées et continuer ses recherches,.
Larry Roberts a rencontré Roger Scantlebury, membre de l'équipe de Donald Davies, lors du Symposium de 1967 sur les principes des systèmes d'exploitation. Roberts a incorporé les idées de Davies sur la commutation de paquets dans la conception d'ARPANET,, un projet établi par l'Advanced Research Projects Agency (ARPA) du département américain de la Défense (DoD) pour permettre le partage de ressources entre les ordinateurs. Roberts a approché AT&T au début des années 1970 pour prendre le contrôle de l'ARPANET pour offrir un service public à commutation de paquets, mais ils ont refusé. Louis Pouzin s'est heurté à l'opposition des PTT français, mais ses idées pour faciliter l'interréseautage ont attiré l'attention des développeurs d'ARPANET au début des années 1970,.
Les PTT fonctionnaient sur la base de la commutation de circuit, dont les alternatives sont la commutation de messages ou la commutation de paquets.

### Datagrammes contre circuits virtuels
La commutation de paquets peut être basée sur un mode sans connexion ou orienté connexion, qui sont des approches complètement différentes des communications de données. Un service de datagramme sans connexion transporte les paquets indépendamment des autres paquets tandis qu'un circuit virtuel orienté connexion transporte les paquets entre les terminaux en séquence.
L'une des premières utilisations du terme « protocole » dans un contexte de communication de données se produit dans un mémorandum intitulé A Protocol for Use in the NPL Data Communications Network écrit par Roger Scantlebury et Keith Bartlett en avril 1967,. S'appuyant sur la simulation des réseaux de datagrammes de Donald Davies, Louis Pouzin a construit CYCLADES pour rechercher des concepts d'interréseaux. Il a d'abord présenté le réseau, qui utilisait des datagrammes non fiables dans le réseau à commutation de paquets et des circuits virtuels pour la couche de transport, en 1973,,.

### NCP et TCP contre X.25
Sur l'ARPANET, le point de départ de la communication d'hôte à hôte en 1969 était le protocole 1822 qui fournissait une procédure de livraison de paquets fiable via un processeur de message d'interface. Le programme de contrôle de réseau (NCP) pour l'ARPANET a été mis en œuvre pour la première fois en 1970. Les concepteurs du NCP ont envisagé une hiérarchie de protocoles pour activer les fonctions Telnet et FTP (File Transfer Protocol) à travers l'ARPANET,.
La recherche en réseau au début des années 1970 par Bob Kahn et Vinton Cerf a conduit à la formulation de la première version du programme de contrôle de la transmission (TCP) en 1974. Ses spécifications (RFC 675) ont été rédigées par Cerf avec Yogen Dalal et Carl Sunshine en décembre sous la forme d'une conception monolithique (monocouche). L'année suivante, les tests ont commencé par des implémentations simultanées à Stanford, BBN et University College London, mais il n'a pas été installé sur l'ARPANET à ce moment.
Un protocole d'interréseautage était également poursuivi par l'International Networking Working Group, composé de chercheurs ARPANET, de membres du projet français CYCLADES et de l'équipe britannique travaillant sur le réseau NPL et le réseau informatique européen,. Ils ont convenu d'un protocole de bout en bout qui a été présenté au CCITT en 1975 mais qui n'a pas été adopté par le CCITT ou par l'ARPANET. Le quatrième symposium biennal sur les communications de données de cette année comprenait des exposés de Donald Davies, Louis Pouzin, Derek Barber et Ira Cotten sur l'état actuel des réseaux à commutation de paquets. La conférence a été couverte par le magazine Computerworld qui a publié un article sur la "bataille pour les normes d'accès" entre datagrammes et circuits virtuels, ainsi qu'un article dénonçant le fait que "le manque d'interfaces d'accès standard pour les réseaux de communication publics émergents à commutation de paquets crée 'une sorte de monstre' pour les utilisateurs". Lors de la conférence, Louis Pouzin a déclaré que la pression des PTT européens avait forcé le réseau canadien DATAPAC à passer d'une approche datagramme à une approche de circuit virtuel.
Après avoir quitté l'ARPA en 1973, Larry Roberts a rejoint l'effort international pour normaliser un protocole de commutation de paquets basé sur des circuits virtuels peu de temps avant sa finalisation. Les PTT européens, en particulier les travaux de Rémi Després, ont contribué au développement de cette norme, X.25, qui a été approuvée par le CCITT en 1976,,,. Roberts a promu cette approche par rapport au modèle ARPANET qu'il a décrit comme "survendu" en 1978. Vint Cerf a déclaré que Roberts avait rejeté sa suggestion d'utiliser TCP lors de la construction de Telenet, affirmant que les gens n'achèteraient que des circuits virtuels et qu'il ne pouvait pas vendre de datagrammes.

### Protocole hôte commun contre traduction entre protocoles
Au Laboratoire national de physique du Royaume-Uni, la recherche sur l'interconnexion des réseaux a examiné le «dilemme fondamental» qu'implique la connexion des réseaux ; c'est-à-dire qu'un protocole hôte commun nécessiterait une restructuration des réseaux existants. Le réseau NPL s'est connecté au réseau informatique européen (EIN) en traduisant entre deux protocoles hôtes différents, c'est-à-dire en utilisant une passerelle. Parallèlement, la connexion NPL au service expérimental de commutation de paquets du Royaume-Uni utilisait un protocole hôte commun dans les deux réseaux. La recherche NPL a confirmé que l'établissement d'un protocole hôte commun serait plus fiable et efficace.

### Modèle DoD contre X.25 et normes propriétaires
Les protocoles UK Coloured Book ont acquis une certaine acceptation au niveau international en tant que première norme X.25 complète. Définis pour la première fois en 1975, ils ont donné au Royaume-Uni «plusieurs années d'avance sur les autres pays», mais étaient destinés à servir de «normes provisoires» jusqu'à ce qu'un accord international soit conclu,,,.
La conception de TCP incorporait à la fois des liaisons orientées connexion et des services de datagramme entre les hôtes. Dans la version 3 de TCP, écrite en 1978, le programme de contrôle de transmission a été divisé en deux protocoles distincts, le protocole Internet (IP) en tant que couche sans connexion et le protocole de contrôle de transmission (TCP) en tant que service fiable orienté connexion. Initialement appelée IP/TCP, la version 4 a été installée sur SATNET en 1982 et sur l'ARPANET en janvier 1983 après que le DoD en a fait la norme pour tous les réseaux informatiques militaires. Cela a abouti à un modèle de réseau qui est devenu officieusement connu sous le nom de TCP/IP. Il était également appelé modèle du ministère de la Défense (DoD), modèle DARPA ou modèle ARPANET.
Les fabricants d'ordinateurs ont développé des suites de protocoles propriétaires telles que Systems Network Architecture (SNA) d'IBM, DECnet de Digital Equipment Corporation et Xerox Network Systems (XNS) de Xerox. À la fin des années 1970 et pendant la majeure partie des années 1980, il restait un manque d'options de réseautage ouvertes. Par conséquent, les normes propriétaires, en particulier SNA et DECnet, étaient couramment utilisées sur les réseaux privés, devenant des normes industrielles quelque peu «de facto» avec des logiciels d'émulation disponibles sur la plupart des plates-formes.
La norme X.25 a obtenu le soutien politique des pays européens et de la Communauté économique européenne (CEE). Par exemple, le réseau informatique européen, qui était basé sur des datagrammes, a été remplacé par Euronet basé sur X.25. Peter Kirstein a écrit que les réseaux européens étaient généralement des projets à court terme avec un plus petit nombre d'ordinateurs et d'utilisateurs. De ce fait, les activités de mise en réseau européennes n'ont conduit à aucune norme forte à l'exception du X.25, qui est devenu le principal protocole de données européen pendant quinze à vingt ans. Kirstein a déclaré que son groupe de l'University College de Londres était largement impliqué, en partie parce qu'il était l'un des plus experts et en partie pour essayer de faire en sorte que les activités britanniques, telles que le JANET NRS, ne s'éloignent pas trop des États-Unis. La croissance des réseaux publics de données basés sur la suite de protocoles X.25 au cours des années 1980 a créé une infrastructure mondiale pour le transport de données.
Aux États-Unis, la National Science Foundation (NSF), la NASA et le département de l'Énergie des États-Unis (DoE) ont tous construit des réseaux basés sur le modèle DoD, DECnet et IP plutôt que sur le modèle X.25.

### Modèle de référence OSI
Le système expérimental de commutation de paquets au Royaume-Uni dans la deuxième moitié des années 1970 a montré le besoin de définir des protocoles de plus haut niveau. La publication du UK National Computing Center Why Distributed Computing, basée sur des recherches approfondies sur les futures configurations potentielles des systèmes informatiques conduit le Royaume-Uni à remettre le dossier à un comité international de normalisation pour couvrir ce domaine lors de la réunion Sydney en mars 1977.
Hubert Zimmermann, et Charles Bachman en tant que président, ont joué un rôle clé dans le développement du modèle de référence Open Systems Interconnections. À partir de 1978, ce travail international a conduit à une ébauche de proposition en 1980 et le modèle OSI final a été publié en 1984,. Les rédacteurs du modèle de référence ont dû faire face à de nombreuses priorités et intérêts concurrents. Le rythme des changements technologiques a rendu nécessaire la définition de normes vers lesquelles les nouveaux systèmes pourraient converger plutôt que de normaliser les procédures après coup; l’inverse de l’approche traditionnelle d’élaboration de normes. Bien que n'étant pas une norme en soi, c'était un cadre dans lequel les futures normes pourraient être définies.

### Suite de protocoles Internet
Jusqu'à ce que NSF prenne le relais dans les années 1980, TCP/IP n'était même pas un candidat à l'adoption universelle. La mise en œuvre du système de noms de domaine en 1985 et le développement d'une suite complète de protocoles d'ici 1989, comme indiqué dans les RFC 1122 et RFC 1123, a jeté les bases de la croissance de TCP/IP en tant que suite de protocoles complète, connue sous le nom de suite de protocoles Internet. ARPANET a été fermé en 1990 et les responsabilités en matière de gouvernance ont été transférées du DoD.

## Guerre des normes Internet-OSI
Les premières recherches et le développement de normes pour les réseaux et protocoles de données ont abouti à la guerre des normes Internet-OSI à la fin des années 1980 et au début des années 1990. Les ingénieurs, les organisations et les nations se sont polarisés sur la question de savoir quelle norme donnerait les meilleurs et les plus robustes réseaux informatiques,. Les deux normes sont ouvertes et non propriétaires en plus d'être incompatibles, bien que "l'ouverture" puisse avoir desservi l'OSI tout en étant employée avec succès par les défenseurs d'Internet,,,.
L'historien Andrew Russell écrit que les ingénieurs Internet tels que Danny Cohen et Jon Postel étaient habitués à l'expérimentation continue dans un cadre organisationnel fluide à travers lequel ils ont développé TCP/IP et ont considéré les comités OSI comme trop bureaucratiques et déconnectés des réseaux et des ordinateurs existants. Cela a éloigné la communauté Internet du modèle OSI. Au cours d'un différend au sein de la communauté Internet, Vint Cerf a exécuté un strip-tease dans un costume trois pièces lors de la réunion de l'Internet Engineering Task Force (IETF) de 1992, révélant un T-shirt arborant «IP on Everything». Selon Cerf, son intention était de réitérer que l'un des objectifs de l'Internet Architecture Board était de faire fonctionner l'IP sur chaque support de transmission sous-jacent. Cerf a déclaré que la culture sociale (dynamique de groupe) qui a d'abord évolué au cours des travaux sur l'ARPANET était aussi importante que les développements techniques pour permettre à la gouvernance de l'Internet de s'adapter à l'échelle et aux défis impliqués au fur et à mesure de sa croissance.
François Flückiger écrit que «les entreprises qui gagnent le marché Internet, comme Cisco, sont petites. Simplement, ils possèdent la culture Internet, s'y intéressent et participent notamment à l'IETF."

### Aspects techniques
Russell note que Cohen, Postel et d'autres étaient frustrés par les aspects techniques de l'OSI. Le modèle définissait sept couches de communications informatiques, des supports physiques en couche 1 aux applications en couche 7, ce qui représentait plus de couches que ce que la communauté des ingénieurs réseau avait prévu. En 1987, Postel a déclaré que bien qu'ils envisageaient une hiérarchie de protocoles au début des années 1970, "Si nous n'avions consulté que les anciens mystiques, nous aurions vu immédiatement que sept couches étaient nécessaires.",
La stratification stricte dans OSI était considérée par les défenseurs d'Internet comme inefficace et ne permettait pas de compromis («violation de couche») pour améliorer les performances. Le modèle OSI autorisait ce que certains considéraient comme un trop grand nombre de protocoles de transport (cinq contre deux pour TCP/IP). En outre, OSI a permis à la fois l'approche datagramme et circuit virtuel au niveau de la couche réseau, qui sont des options non interopérables.

### Aspects pratiques et commerciaux
À partir du début des années 1980, l'ARPA a poursuivi des partenariats commerciaux avec l'industrie des télécommunications et de l'informatique, ce qui a permis l'adoption de TCP/IP. Le CERN a acheté des machines UNIX avec TCP/IP pour son intranet entre 1984 et 1988,,. Néanmoins, Paul Bryant, le représentant du Royaume-Uni au conseil d'administration d'EARN a déclaré: «Au moment où JNT [le réseau britannique de recherche et universitaire JANET] est arrivé [en 1984], nous pouvions faire une démonstration de X.25 ... et nous croyions fermement que BT [British Telecom] nous fournirait l'infrastructure du réseau et que nous pourrions nous débarrasser des lignes louées et des travaux expérimentaux. Si nous avions opté pour l'ARPA, nous ne nous serions pas attendus à pouvoir utiliser un service public. Rétrospectivement, les failles de cet argument sont claires, mais pas à l'époque. Même si nous étions assez fiers de ce que nous faisions, je ne pense pas que ce soit la fierté nationale ou une pensée anti-USA qui nous ont motivés, c'était la conviction que nous faisions la bonne chose. C'est cette dernière qui s'est traduite par un dogme religieux."
L'Internet ARPA était encore un projet de recherche qui ne permettait pas de trafic commercial ou de services à but lucratif. Bien que le NSFNET ait lancé ses opérations en 1986 en utilisant TCP/IP, deux ans plus tard, le département américain du Commerce a rendu obligatoire la conformité avec la norme OSI et le département de la Défense a prévu de passer de TCP/IP à OSI. Certains pays européens et la Communauté économique européenne ont approuvé l'OSI. Ils ont fondé RARE pour promouvoir les protocoles OSI et ont limité le financement des protocoles non conformes à OSI. Cependant, en 1988, EUnet, le réseau UNIX européen, a annoncé sa conversion à la technologie Internet. En 1989, le défenseur de l'OSI, Brian Carpenter, a prononcé un discours lors d'une conférence technique intitulée Is OSI Too Late? qui a reçu une ovation debout,,. L'OSI a été formellement défini, mais les produits des fabricants d'ordinateurs et les services réseau des PTT devaient encore être développés,. En comparaison, TCP/IP n'était pas une norme officielle (il a été défini dans des RFC non officielles) mais des stations de travail UNIX avec Ethernet et TCP/IP inclus étaient disponibles depuis 1983,.
Au début des années 1990, les institutions et organisations universitaires de certains pays européens avaient adopté le protocole TCP/IP. En février 1990, RARE déclarait «sans remettre en cause sa politique OSI, reconnaît la famille de protocoles TCP/IP comme une suite multifournisseurs ouverte, bien adaptée aux applications scientifiques et techniques». Le même mois, le CERN a établi une liaison TCP/IP transatlantique avec l'université Cornell aux États-Unis,. Inversement, à partir d'août 1990, la dorsale NSFNET a pris en charge le protocole de réseau sans connexion OSI (CLNP) en plus de TCP/IP. Le CLNP a été présenté en production sur NSFNET en avril 1991, et des démonstrations OSI, y compris les interconnexions entre les sites américains et européens, ont été planifiées lors de la conférence InterOp '91 en octobre de la même année.
Au Rutherford Appleton Laboratory (RAL) au Royaume-Uni en janvier 1991, DECnet représentait 75% du trafic, attribué à Ethernet entre VAX. IP était le deuxième ensemble de protocoles le plus populaire avec 20% du trafic, attribué aux machines UNIX pour lesquelles «IP est le choix naturel». Dans le Central Computing Department Newsletter, Paul Bryant, responsable des communications et des petits systèmes chez RAL, a écrit: «L'expérience a montré que les systèmes IP sont très faciles à monter et à utiliser, contrairement à des systèmes tels que SNA et dans une moindre mesure X.25 et Coloured Books où les systèmes sont un peu plus complexes." L'auteur a poursuivi : «Le principal réseau aux États-Unis pour le trafic universitaire est désormais basé sur IP. IP est récemment devenue populaire en Europe pour le trafic intersite et il y a des mesures pour essayer de coordonner cette activité. Avec l'émergence d'un si grand réseau combiné USA/Europe, il y a un désir pour les utilisateurs britanniques d'y avoir un bon accès. Cela peut être réalisé en faisant passer les protocoles Colored Book vers IP ou en permettant à IP de pénétrer au Royaume-Uni. Les passerelles sont bien connues pour être une cause de perte de qualité et de frustration. Permettre à IP de pénétrer pourrait bien bouleverser la stratégie de mise en réseau du Royaume-Uni." Des opinions similaires étaient partagées par d'autres à l'époque, dont Louis Pouzin. Au CERN, François Flückiger a déclaré: "La technologie est simple, efficace, est intégrée dans des systèmes d'exploitation de type UNIX et ne coûte rien pour les ordinateurs des utilisateurs. Les premières entreprises qui commercialisent des routeurs, comme Cisco, semblent saines et fournissent de bons produits. Surtout, la technologie utilisée pour les réseaux de campus locaux et les centres de recherche peut également être utilisée pour interconnecter de manière simple des centres distants".
À partir de mars 1991, le service IP JANET (JIPS) a été créé en tant que projet pilote pour héberger le trafic IP sur le réseau existant. En huit mois, le trafic IP avait dépassé les niveaux du trafic X.25 et le support IP est devenu officiel en novembre. Toujours en 1991, Dai Davies a introduit la technologie Internet sur X.25 dans le NREN paneuropéen, EuropaNet, bien qu'il ait éprouvé une opposition personnelle à cette approche,. Le réseau européen universitaire et de recherche (EARN) et RARE ont adopté IP à peu près au même moment, et la dorsale Internet européenne EBONE est devenue opérationnelle en 1992. L'utilisation d'OSI sur NSFNET est restée faible par rapport à TCP/IP. Il a été question de faire passer JANET aux protocoles OSI dans les années 1990, mais cela ne s'est jamais produit. Le service X.25 a été fermé en août 1997.
L'invention du World Wide Web en 1989 par Tim Berners-Lee au CERN, en tant qu'application sur Internet, a apporté de nombreuses utilisations sociales et commerciales à ce qui était auparavant un réseau de réseaux pour les institutions universitaires et de recherche,. Le Web a commencé à être utilisé au quotidien en 1993-94. Le National Institute for Standards and Technology a proposé en 1994 que le GOSIP devrait intégrer TCP/IP et abandonner l'exigence de conformité à l'OSI, qui a été adoptée dans les normes fédérales de traitement de l'information l'année suivante,. NSFNET avait modifié ses politiques pour permettre le trafic commercial en 1991 et a été fermé en 1995, supprimant les dernières restrictions sur l'utilisation d'Internet pour transporter le trafic commercial. Par la suite, la dorsale Internet a été fournie par des fournisseurs de services Internet commerciaux et la connectivité Internet est devenue omniprésente,.

## Héritage
À mesure qu'Internet évoluait et se développait de façon exponentielle, un protocole amélioré a été développé, IPv6, pour traiter l'épuisement des adresses IPv4.,. Au XXIe siècle, l'Internet des objets conduit à la connexion de nouveaux types d'appareils à Internet, apportant une réalité à la vision de Cerf de « IP on Everything ». Néanmoins, des problèmes avec IPv6 demeurent et des alternatives ont été proposées telles que l'architecture d'interréseau récursive.
Le modèle OSI à sept couches est toujours utilisé comme référence pour l'enseignement et la documentation ; cependant, les protocoles OSI conçus à l'origine pour le modèle n'ont pas gagné en popularité. Certains ingénieurs affirment que le modèle de référence OSI est toujours pertinent pour le cloud computing. D'autres disent que le modèle OSI original ne correspond pas aux protocoles de réseau actuels et ont plutôt suggéré une approche simplifiée.
D'autres normes telles que X.25 et SNA restent des acteurs de niche.

## Voir également
- Histoire d'Internet

## Remarques
1. ↑  An early example of the protocol layering concept incorporated in the OSI model.
2. ↑  Derek Barber was Donald Davies' deputy at the National Physical Laboratory in the United Kingdom and director of the European Informatics Network. Ira Cotten represented the computer network section at the National Bureau of Standards of the United States Department of Commerce.
3. ↑  Participants in the design of X.25 included engineers from Canada (DATAPAC), France (the PTT), Japan (NTT), the UK (the Post Office), and the USA (Telenet).
4. ↑  Although X.25 predates the OSI model, the three X.25 levels correspond to OSI layers 1 to 3.
5. ↑  France, Germany, and the United Kingdom were leading advocates of the OSI model through the Government Open Systems Interconnection Profile (GOSIP).
6. ↑  The Scandinavian countries (NORDUnet); the Netherlands (CWI); Spain; Ireland; Switzerland, and Austria had adopted TCP/IP by the beginning of the decade.
7. ↑  EARN and RARE merged in 1994 to form TERENA.
8. ↑  FIPS 146-2 allowed "...other specifications based on open, voluntary standards such as those cited in paragraph 3 ("...such as those developed by the Internet Engineering Task Force (IETF)... and the International Telecommunications Union, Telecommunication Standardization Sector (ITU–T))"
9. ↑  IP version number 5 was used by the Internet Stream Protocol, an experimental streaming protocol that was not adopted[81].

### Sources
- Janet Abbate, Inventing the Internet, MIT Press, 2000 (ISBN 978-0-262-26133-3, lire en ligne)
- Howard Davies et Beatrice Bressan, A History of International Research Networking: The People who Made it Happen, Wiley, 2010 (ISBN 978-3-527-32710-2, lire en ligne)
- Fluckiger, « The European Researchers' Network », La Recherche, no 328,‎ 2000 (lire en ligne [archive du 29 septembre 2018], consulté le 14 février 2020)
- Oliver Martin, The "Hidden" Prehistory of European Research Networking, Trafford Publishing, 2012 (ISBN 978-1-4669-3935-6, lire en ligne)
- Russell, « 'Rough Consensus and Running Code' and the Internet-OSI Standards War », IEEE Annals of the History of Computing, vol. 28, no 3,‎ july–september 2006, p. 48–61 (DOI 10.1109/MAHC.2006.42, lire en ligne)
- Russell, « OSI: The Internet That Wasn't », IEEE Spectrum, vol. 50, no 8,‎ 2013 (DOI 10.1109/MSPEC.2013.6565559, lire en ligne)